# NGC 5604
NGC 5604 (другие обозначения — MCG 0-37-3, ZWG 19.16, IRAS14221-0259, PGC 51471) — спиральная галактика (Sa) в созвездии Дева.
Этот объект входит в число перечисленных в оригинальной редакции «Нового общего каталога».
В галактике вспыхнула сверхновая SN 2013aq типа IIP, её пиковая видимая звездная величина составила 16,7.